# ボトムアップ
ボトムアップ（BOTTOM UP）は、かつて存在したコンピュータゲーム制作会社である。

## 主な作品
- スーパー詰将棋1000（1994年12月16日）スーパーファミコン
- スーパートランプコレクション（1995年4月21日）スーパーファミコン
- スーパートランプコレクション2（1996年7月19日）スーパーファミコン
- VS.コレクション（1996年11月29日）スーパーファミコン
- すごろく銀河戦記（1996年12月19日）スーパーファミコン
- ポケット麻雀（1997年7月25日）ゲームボーイ
- トランプコレクションGB（1997年11月28日）ゲームボーイ
- 64大相撲（1997年11月28日）NINTENDO 64
- ポケットバスフィッシング （1998年4月24日） ゲームボーイ
- どきどき ON AIR（1998年6月11日）プレイステーション
- 64トランプコレクション アリスのわくわくトランプワールド（1998年8月7日）NINTENDO64
- ポケット将棋（1998年9月11日）ゲームボーイ
- ポケットゴルフ（1998年9月25日）ゲームボーイ
- トランプしようよ!（1998年10月15日）プレイステーション
廃業後、プレミア価格が付いたこともあり、開発元で知的財産権を買い取ったピュアサウンドから『復刻版』が後付けされ、データを書き換えた上で2000年10月5日に再発売された。続編に『もっとトランプしようよ！』（2002年）がある。ゲームアーカイブス版は2012年3月4日にピュアサウンドの承諾のもとでガンホー・オンライン・エンターテイメントが復刻版の内容で配信された。
- ポケットカラーブロック（1998年12月18日）ゲームボーイカラー
- どきどき ON AIR 2（1999年3月11日）プレイステーション
- 64大相撲2（1999年3月19日）NINTENDO64
- おねがいモンスター（1999年4月9日）NINTENDO64
- ポケット花札（1999年6月11日）ゲームボーイ
- トランプコレクション～ボトムアップ的トランプ生活～（1999年7月1日）ワンダースワン
- スーパーリアルフィッシング（1999年10月8日）ゲームボーイカラー
- ジェットコースタードリーム（1999年12月9日）ドリームキャスト
- ゴルフしようよ（1999年12月9日）ドリームキャスト
ボトムアップ倒産後にソフトマックスが権利を買い取り再発売。
- グランデュエル〜深きダンジョンの秘宝〜（1999年12月10日）ゲームボーイカラー
- ポケットカラートランプ（1999年12月22日）ゲームボーイカラー
- ポケットカラー麻雀（1999年12月22日）ゲームボーイカラー
- ポケットカラービリヤード（1999年12月24日）ゲームボーイカラー
- スノボーチャンピオン（2000年3月31日）ゲームボーイカラー

## 開発・発売中止作品
- バーチャルブロック バーチャルボーイ
- 大相撲(仮題) ドリームキャスト
- マリオネットファイター 64DD
- ちゃんばらファイター NINTENDO64
- トゥーンパニック NINTENDO64
2005年初旬に開発途中のROMが入った開発用のカートリッジがヤフオク!に出品されたことがある。
- ゴルフしようよ コースデータ集Vol.1～3 ドリームキャスト
Vol.1はソフトマックスから「ゴルフしようよ　コースデータ集 アドベンチャー編」の名称で発売された。
- トランプコレクション2 ボトムアップ的世界一周の旅 ワンダースワン
開発を終わらせ、自社から販売される予定だったが、発売直前になって廃業し、自社発売分は発売中止となった。IPを買い取ったアルファ放送制作が発売元で、販売元をバンダイに変更した上で2000年9月28日に改めて発売された。その経緯から、コピーライト表記はボトムアップのみを記しており、印刷物も含めてボトムアップのロゴタイプは削除されていない。
- グランデュエル2 ゲームボーイアドバンス
前作も含めたIPの買い手が付かず、パブリックドメインとなったため、機種の発売前ながら開発中止とならざるを得なかった。